# Łukasz Szostek

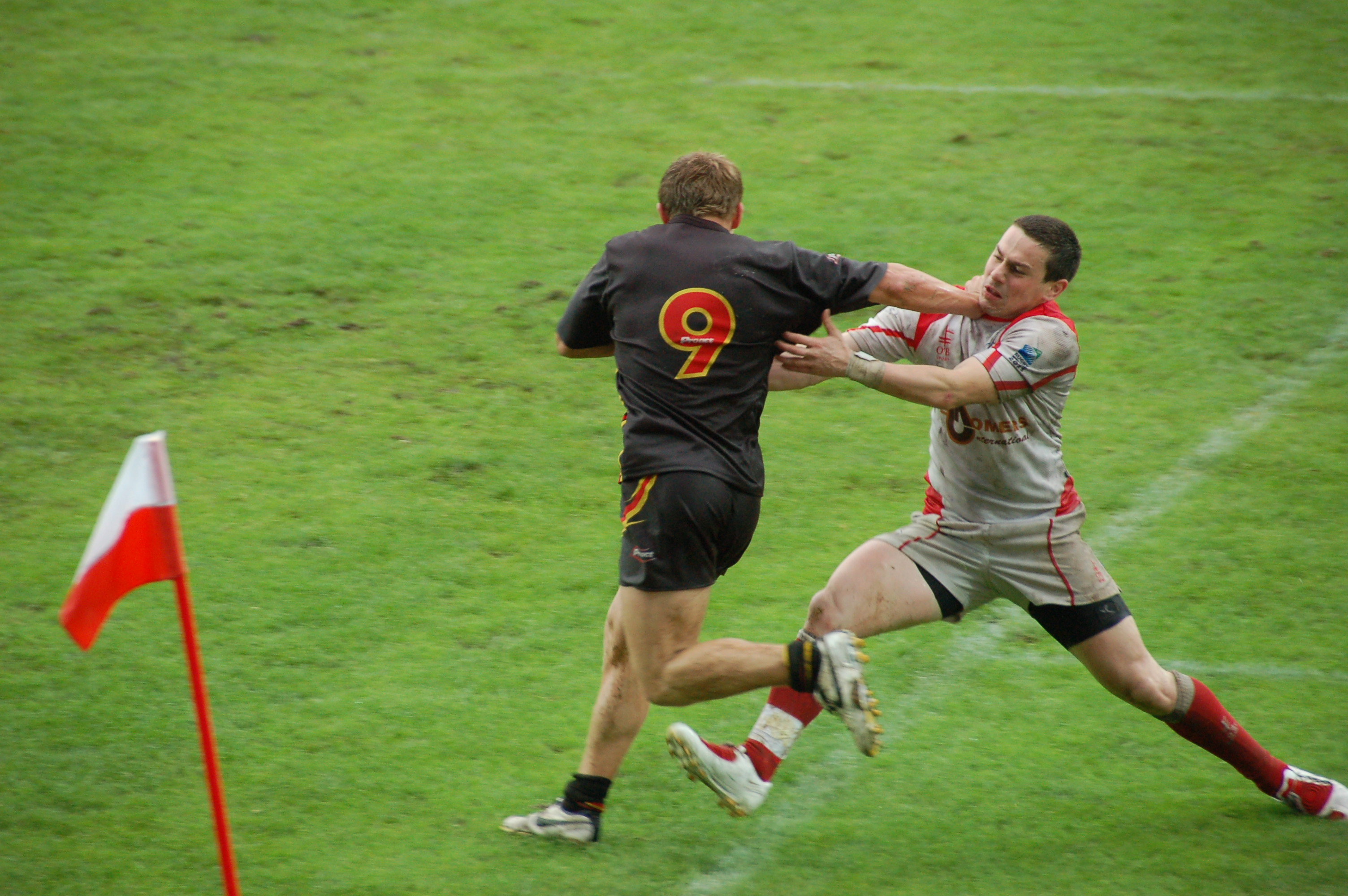
Szostek i Julien Berger w meczu Polska – Belgia.

Łukasz Szostek (ur. 16 lutego 1983 w Gdyni) – polski rugbysta występujący głównie na pozycji łącznika młyna. Kapitan Arki Gdynia, wielokrotny reprezentant Polski.

## Kariera klubowa
Szostek jest wychowankiem Ogniwa Sopot, w którym pierwsze kroki stawiał w 1994 roku. Z klubem tym odnosił liczne sukcesy wśród drużyn młodzieżowych. Na poziomie kadetów zdobył brązowy (1999) oraz srebrny (2000), a na poziomie juniorów złoty (2000, 2001) oraz brązowy (2002) medal mistrzostw Polski. Równolegle Szostek występował w drużynie seniorskiej, z którą w latach 2001–2003 uzyskał kolejno srebro, brąz oraz złoto mistrzostw Polski.
W styczniu 2005 roku Szostek został wypożyczony z Ogniwa Sopot do Arki Gdynia do końca rundy wiosennej. Wypożyczenie zostało później zamienione w transfer definitywny. Z nowym klubem urodzony w Gdyni zawodnik zdobył drugi w swojej karierze tytuł mistrzowski wśród seniorów. Począwszy od edycji 2006/2007, pięć kolejnych sezonów Arka kończyła na podium, na co złożyło się mistrzostwo z roku 2011, srebrne medale z lat 2007 i 2009 oraz trzecie lokaty w latach 2008 i 2010. Arka z Szostkiem w składzie do klubowych sukcesów dołożyła także Puchar Polski za rok 2010.
W sierpniu 2009 roku, w meczu z Ogniwem Sopot, Szostek doznał poważnej kontuzji więzadeł krzyżowych, po której na boisko powrócił dopiero w kwietniu kolejnego roku. Podczas rehabilitacji, wówczas dwudziestosześciolatek, uzyskał uprawnienia trenerskie, dzięki którym w Arce odpowiada za szkolić młodych adeptów rugby. Jego, oraz Macieja Stachury, podopieczni w roku 2011 zdobyli mistrzostwo Polski w kategorii wiekowej żak (12–13 lat).
Obecnie pełni funkcję kapitana Arki.

## Kariera reprezentacyjna
Szostek występował w młodzieżowych reprezentacjach Polski, występując nawet na juniorskich Mistrzostwach Świata w latach 2001 i 2002. W kadrze seniorskiej debiutował w październiku 2002 roku w meczu ze Szwecją w Lund. Od tego czasu wystąpił w ponad dwudziestu meczach drużyny narodowej.
Oprócz meczów międzynarodowych, Szostek brał udział także w sparingach kadry z zespołami takimi jak reprezentacje francuskiej armii, policji, kadry młodzieżowe, czy polskie i francuskie drużyny klubowe.

### Statystyki
Stan na 26 kwietnia 2014 r. Wynik reprezentacji Polski zawsze podany w pierwszej kolejności.
| Drużyna narodowa | Rok  | Mecze | Punkty |
| ---------------- | ---- | ----- | ------ |
| Polska           |      |       |        |
| 2002             | 1    | 0     |        |
| 2003             | 2    | 5     |        |
| 2004             | 3    | 0     |        |
| 2005             | 4    | 14    |        |
| 2006             | 3    | 0     |        |
| 2007             | 4    | 0     |        |
| 2008             | 3    | 0     |        |
| 2009             | 2    | 0     |        |
| 2010             | 2    | 0     |        |
| 2011             | 5    | 0     |        |
| 2012             | 4    | 0     |        |
| 2013             | 6    | 5     |        |
| 2014             | 2    | 5     |        |
| Suma             | Suma | 41    | 29     |

| Występy w reprezentacji Polski | Występy w reprezentacji Polski | Występy w reprezentacji Polski                  | Występy w reprezentacji Polski | Występy w reprezentacji Polski | Występy w reprezentacji Polski |
| Lp.                            | Data                           | Stadion, miasto                                 | Przeciwnik                     | Wynik                          | Zdobyte punkty                 |
| ------------------------------ | ------------------------------ | ----------------------------------------------- | ------------------------------ | ------------------------------ | ------------------------------ |
| 1.                             | 5.10.2002                      | Centrala IP, Lund                               | Szwecja                        | 14:7                           | 0                              |
| 2.                             | 11.10.2003                     | Stadion GOSiR, Gdynia                           | Szwecja                        | 36:0                           | 5 (P)                          |
| 3.                             | 25.10.2003                     | Stadion Budowlanych, Łódź                       | Ukraina                        | 13:24                          | 0                              |
| 4.                             | 25.04.2004                     | Nationaal Rugby Centrum, Amsterdam              | Holandia                       | 18:29                          | 0                              |
| 5.                             | 2.10.2004                      | Stadion GOSiR, Gdynia                           | Szwajcaria                     | 20:15                          | 0                              |
| 6.                             | 6.11.2004                      | Marsa                                           | Malta                          | 38:13                          | 0                              |
| 7.                             | 23.04.2005                     | Sofia                                           | Bułgaria                       | 49:10                          | 14 (2P, 2pd)                   |
| 8.                             | 7.05.2005                      | Stadion Budowlanych, Łódź                       | Serbia i Czarnogóra            | 18:11                          | 0                              |
| 9.                             | 29.10.2005                     | Stadion Ogniwa, Sopot                           | Andora                         | 18:14                          | 0                              |
| 10.                            | 13.11.2005                     | Estadio Nacional Complutense, Madryt            | Hiszpania                      | 13:68                          | 0                              |
| 11.                            | 8.04.2006                      | Stadion Orkana, Sochaczew                       | Mołdawia                       | 13:27                          | 0                              |
| 12.                            | 23.04.2006                     | Nationaal Rugby Centrum, Amsterdam              | Holandia                       | 20:22                          | 0                              |
| 13.                            | 7.10.2006                      | Stadion Juvenii, Kraków                         | Andora                         | 54:8                           | 0                              |
| 14.                            | 5.05.2007                      | Ryga                                            | Łotwa                          | 33:9                           | 0                              |
| 15.                            | 19.05.2007                     | Stadion Miejski, Siedlce                        | Malta                          | 36:3                           | 0                              |
| 16.                            | 29.09.2007                     | Campus Del Consell, Andora                      | Andora                         | 33:5                           | 0                              |
| 17.                            | 27.10.2007                     | Stadion GOSiR, Gdynia                           | Chorwacja                      | 14:15                          | 0                              |
| 18.                            | 26.04.2008                     | Stadion Gwardii, Koszalin                       | Łotwa                          | 55:0                           | 0                              |
| 19.                            | 10.05.2008                     | Paola                                           | Malta                          | 29:16                          | 0                              |
| 20.                            | 5.10.2008                      | Stadion Budowlanych, Łódź                       | Ukraina                        | 12:13                          | 0                              |
| 21.                            | 16.05.2009                     | Stadion Dinamo, Kiszyniów                       | Mołdawia                       | 30:28                          | 0                              |
| 22.                            | 30.05.2009                     | Stadion Polonii, Warszawa                       | Belgia                         | 14:3                           | 0                              |
| 23.                            | 14.11.2010                     | Narodowy Stadion Rugby, Gdynia                  | Mołdawia                       | 25:36                          | 0                              |
| 24.                            | 20.11.2010                     | Sportanlage in der Feldgerichtstraße, Frankfurt | Niemcy                         | 22:17                          | 0                              |
| 25.                            | 12.03.2011                     | Narodowy Stadion Rugby, Gdynia                  | Belgia                         | 28:21                          | 0                              |
| 26.                            | 16.05.2011                     | Stadion Suche Stawy, Kraków                     | Holandia                       | 32:18                          | 0                              |
| 27.                            | 15.10.2011                     | Stadion Sandecji, Nowy Sącz                     | Czechy                         | 20:13                          | 0                              |
| 28.                            | 12.11.2011                     | Stadion Dinamo, Kiszyniów                       | Mołdawia                       | 17:17                          | 0                              |
| 29.                            | 19.11.2011                     | Stadion MOSiR, Gdańsk                           | Niemcy                         | 34:8                           | 0                              |
| 30.                            | 7.04.2012                      | Stadion Króla Baudouina I (A2), Bruksela        | Belgia                         | 13:20                          | 0                              |
| 31.                            | 21.04.2012                     | Nationaal Rugby Centrum, Amsterdam              | Holandia                       | 32:19                          | 0                              |
| 32.                            | 6.10.2012                      | Stadion Josefa Kohouta, Říčany                  | Czechy                         | 29:3                           | 0                              |
| 33.                            | 3.11.2012                      | Stadion MOSiR, Gdańsk                           | Niemcy                         | 22:13                          | 0                              |
| 34.                            | 30.03.2013                     | Narodowy Stadion Rugby, Gdynia                  | Ukraina                        | 13:12                          | 0                              |
| 35.                            | 13.04.2013                     | Stadion Dinamo, Kiszyniów                       | Mołdawia                       | 20:24                          | 0                              |
| 36.                            | 1.06.2013                      | Korsängens IP, Enköping                         | Szwecja                        | 11:19                          | 0                              |
| 37.                            | 7.09.2013                      | Stadion Polonii, Warszawa                       | Szwecja                        | 30:9                           | 5 (P)                          |
| 38.                            | 12.10.2013                     | Stadion Polonii, Warszawa                       | Czechy                         | 30:10                          | 0                              |
| 39.                            | 9.11.2013                      | Sportforum Hohenschönhausen, Berlin             | Niemcy                         | 13:43                          | 0                              |
| 40.                            | 5.04.2014                      | Stadion ROSRRiT, Siedlce                        | Mołdawia                       | 12:21                          | 0                              |
| 41.                            | 26.04.2014                     | Stadion Junist’, Lwów                           | Ukraina                        | 28:29                          | 5 (P)                          |

## Życie prywatne
- Żonaty z Joanną, ślub wziął po zakończeniu mistrzowskiego sezonu Arki 2010/2011[6][49].
- Syn Grzegorza Szostka, byłego rugbysty, a obecnie sędziego rugby[50].